# Корабел

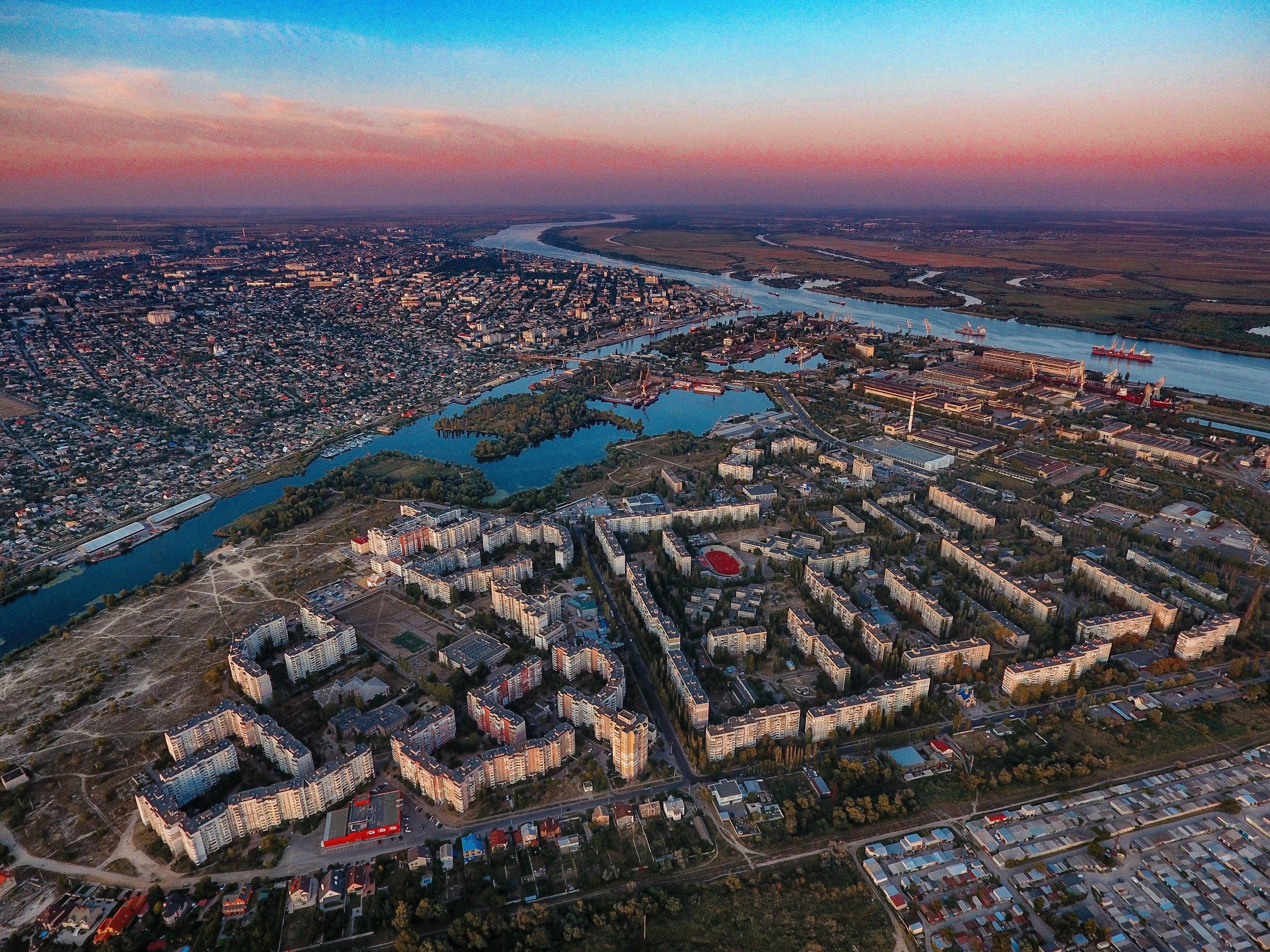
Вид с воздуха на микрорайон Корабел

Корабе́л (укр. Корабел; другие названия: Остров, Карантинный остров, укр. Острів, Карантинний острів) — микрорайон Херсона Херсонской области Украины, является составной частью Корабельного района. Находится в западной части города, на Карантинном острове, с остальной частью города соединён двумя мостами через реку Кошевую.

## Мосты
Микрорайон соединён с остальной частью города двумя мостами: железнодорожным и автомобильным.
Автомобильный мост через реку Кошевую (Островский мост) был построен в 1954 году и долгое время принадлежал Херсонскому судозаводу. Капитальный ремонт моста был проведен в 2004 году. Мocт был oтpeмoнтиpoвaн пoлнocтью, зaмeнeны eгo нecущиe кoнcoли, peкoнcтpуиpoвaны жeлeзoбeтoнныe плиты пpoeзжeй чacти, oпopы, пpивeдeны в пopядoк тpoтуapы, пepилa, лecтницы. Boccтaнoвлeнo ocвeщeниe. В августе 2025 года российская армия значительно повредила мост управляемыми авиабомбами.
Железнодорожный мост был построен в 1950 году для нужд тогда еще возводящегося Херсонского судостроительного завода. Поезда доставляли грузы на стройку, а позже обслуживали работающие заводы на острове. Несмотря на то, что пешеходам пользоваться мостом запрещено, местные жители регулярно сокращают по нему путь с Острова на Шуменский и Жилпоселок.

## Культура
В районе работают 3 школы, гостиница «Бригантина».

## Промышленность
В районе сосредоточены судостроительные и судоремонтные заводы:
- Судостроительный завод
- Судоремонтный завод «Коминтерн»
- Докостроительный завод «Паллада»
- Завод им. Куйбышева

## Основные улицы микрорайона
- Островское шоссе
- Улица Патона
- Улица Дорофеева
- Улица Шенгелия
- Проезд Береговой
- улица Марии Фортус